# Uštanu
Uštanu (ili Uštani, grč. Hystanes) je bio babilonijski satrap u službi Pezijskog Carstva.

## Pozadina
Nakon što je perzijski vladar Kir Veliki 539. pr. Kr. osvojio Babiloniju, na mjesto babilonskog satrapa (pokrajinskog namjesnika) imenovao je Gobriasa I. (perz. Gaubaruva), a zatim Nabu-ahhe-bullita te Gobriasa II. koji je vladao do oko 525. pr. Kr. Satrapija Babilonija u doba Kira Velikog i njegovog sina odnosno nasljednika Kambiza II. objedinjavala je sve teritorije bivšeg Novobabilonskog Carstva, što uključuje Mezopotamiju, Feniciju, Siriju, Palestinu i dijelove sjeverozapadne Arabije. Godine 522. pr. Kr. uzurpator Gaumata dolazi na perzijski tron, no iste godine Darije Veliki zajedno sa šestoricom urotnika svrgava lažnog velikog kralja, nakon čega izbijaju pobune diljem Perzijkog Carstva, pa tako i u Babiloniji. Darije u suradnji sa Zopirom uspjeva pokoriti pobunjeni Babilon, a povjesničar Herodot tvrdi kako je Zopir za nagradu postao babilonijskim satrapom. Ipak, mezopotamske kronike na klinastom pismu ne spominju Zopira kao satrapa, već Uštanua.

## Život
Prema babilonijskim dokumentima, Darije Veliki je u ožujku 520. pr. Kr. imenovao perzijskog plemića Uštanua na mjestu babilonijskog satrapa, no četiri godine kasnije (516. pr. Kr.) Darije reformira satrapije pa Babilonija biva podijeljena na dvije zasebne pokrajine: „Babiloniju“ i „Iza rijeke“. Uštanu je zadržao mjesto nove satrapije Babilonije, dok je potonja pripala Tatenaiju. Ipak, Uštanu je imao veće ovlasti od Tatenaija, budući kako je srce nekadašnjeg Novobabilonskog Carstva bilo strateški važnije i mnogo bogatije od zapadnih provincija kojima je vladao Tatenai. Herodot spominje kako je Uštanu imao sina Badra, koji je sudjelovao u Kserksovoj ekspediciji protiv Grčke (480. pr. Kr.).

## Poveznice
- Darije Veliki
- Zopir
- Tatenai
- Gobrias II.

| Prethodnik:                           | Satrap Babilonije (520. pr. Kr. - ?) | Nasljednik:          |
| Gobrias II. (535. - cca 520. pr. Kr.) | Satrap Babilonije (520. pr. Kr. - ?) | Megapan ili Artarije |

## Vanjske poveznice
- Babilonija - Perzijska satrapija (enciklopedija Iranica, M. A. Dandamayev)  Arhivirana inačica izvorne stranice od 2. siječnja 2009. (Wayback Machine)